# Rafael Cadenas
Rafael Cadenas (Barquisimeto, 8 d'abril de 1930) és un poeta, assagista i professor universitari veneçolà. El 1985 va rebre el Premi Nacional de Literatura de Veneçuela, el 2009 el Premi FIL de Literatura en Llengües Romàniques a Guadalajara i el 2022 el Premi Cervantes.
La seva obra ha estat aplaudida per la crítica i valorada com a fonamental si es desitja una anàlisi profunda de la realitat a través de la poesia. Sol vincular-se el seu estil amb el pensament filosòfic i se'l compara amb autors com Friedrich Hölderlin, Rainer Maria Rilke i José Gorostiza, fusionant els camins de l'actitud reflexiva amb la inspiració pura. Les seves obres acosten el lector a un univers màgic, ple de matisos i capaç de transportar-lo a un altre espai, per a reflexionar sobre allò més rellevant de la vida.
El seu poema «Derrota» va ser fonamental en la poesia veneçolana dels anys 1960. Entre les seves obres destaquen Amante (1983), Realidad y literatura (1979) i El taller de al lado (2005), on es troben també «Inquisidores», «Dificultad» i «Nuevo mundo».

## Biografia
Va publicar el seu primer poemari en una impremta local de Barquisimeto, amb pròleg de Salvador Garmendia. Des d'una edat primerenca va combinar la passió per la literatura amb la militància política al Partit Comunista de Veneçuela. Per aquesta raó va ser empresonat durant la dictadura de Marcos Pérez Jiménez i es va haver d'exiliar a l'Illa de Trinitat fins al 1957.
A Caracas va escriure i publicar Una isla (1958) i Los cuadernos del destierro (1960). Durant aquests anys va formar part del grup de debat polític i literari «Tabla Redonda», juntament amb Manuel Caballero, Jesús Sanoja Hernández i Jacobo Borges, entre d'altres. Va contreure matrimoni amb Milena González Carvallo, de qui va enviudar el 2017. És professor jubilat de la Facultat de Lletres de la Universitat Central de Veneçuela.
El seu poema més famós, «Derrota», ha transcendit com l'emblema poètic de la generació dels anys 1960. La seva obra més celebrada és el poemari Amante, en què expressa tota la seva refinada sensibilitat.

## Obra publicada

### Poesia
- Cantos iniciales (1946)
- Una isla (1958)
- Los cuadernos del destierro (1960, 2001)
- «Derrota» (1963) [poema publicat el 31 de maig a Clarín del viernes i compilat el 1970 amb Los cuadernos del destierro i Falsas maniobras]
- Falsas maniobras (1966)
- Intemperie (1977)
- Memorial (1977). Edició bilingüe castellà-anglès publicada per la Universitat Nacional Major de San Marcos (2007)
- Amante (1983)
- Dichos (1992)
- Gestiones (1992) [Premi Internacional Juan Antonio Pérez Bonalde]
- Antología (1958-1993) (1996, 1999)
- Amante (bid & co. editor, 2002) [livre d'artiste amb 58 gravats de Norma Morales)
- Poemas selectos (bid & co. editor, 2004, 2006, 2009)
- Amant (bid & co. editor, 2004) [traducció al francès d'«Amante»)
- Lover (bid & co. editor, 2004, 2009) [edició bilingüe d'«Amante»)
- El taller de al lado (bid & co. editor, 2005) [conjunt de les seves traduccions)
- Sobre abierto (Pre-Textos, 2012)
- En torno a Basho y otros asuntos (Pre-Textos, 2016)
- Contestaciones (Visor Libros, 2018)

### Assaig
- Literatura y vida (1972)
- Realidad y literatura (1979)
- Apuntes sobre San Juan de la Cruz y la mística (1977, 1995)
- La barbarie civilizada (1981)
- Anotaciones (1983)
- Reflexiones sobre la ciudad moderna (1983)
- En torno al lenguaje (1984)
- Sobre la enseñanza de la literatura en la Educación Media (1998)

### Obra Completa
- Obra entera. Poesía y prosa (Fondo de Cultura Económica, 2000)
- Obra entera. Poesía y prosa (1958-1995) (Editorial Pre-Textos, 2007)